# 郭鬼鬼
郭鬼鬼（1997年5月4日—），台灣女藝人、模特兒、網路紅人。

## 經歷
郭鬼鬼出身台南市，父親為前台南市中西區協進里里長暨藍天驛站商務旅館創辦人郭儒宗。出道前曾任安平定情碼頭德陽艦園區導覽員，也曾任飯店櫃檯人員。
2017年，郭鬼鬼以素人身份兼職外拍模特兒。2019年台北國際成人展，郭鬼鬼受到YouTube頻道採訪，開始聲名大噪；同年，因拍攝比基尼洗車影片被網友發佈至爆料公社，受三立新聞網引用報導，並以「最扯爆紅」為由受邀參與三立都會台《綜藝大熱門》錄影。後陸續受邀上三立都會台《國光幫幫忙》、三立臺灣臺《寶島神很大》、中天綜合台《小明星大跟班》《同學來了》、東森綜合台《醫師好辣》等節目，更受邀擔任中華民國紅心字會公益大使。
2021年9月12日，網路溫度計公布「臉書座標之力最強十人」，第四名郭鬼鬼Facebook留言區聲量4728、公開互動留言次數789。2022年3月20日，網路溫度計公布「20大網友熱議『胸湧系正妹』YouTuber」，第十一名郭鬼鬼點閱數7.31萬、網路聲量43413。

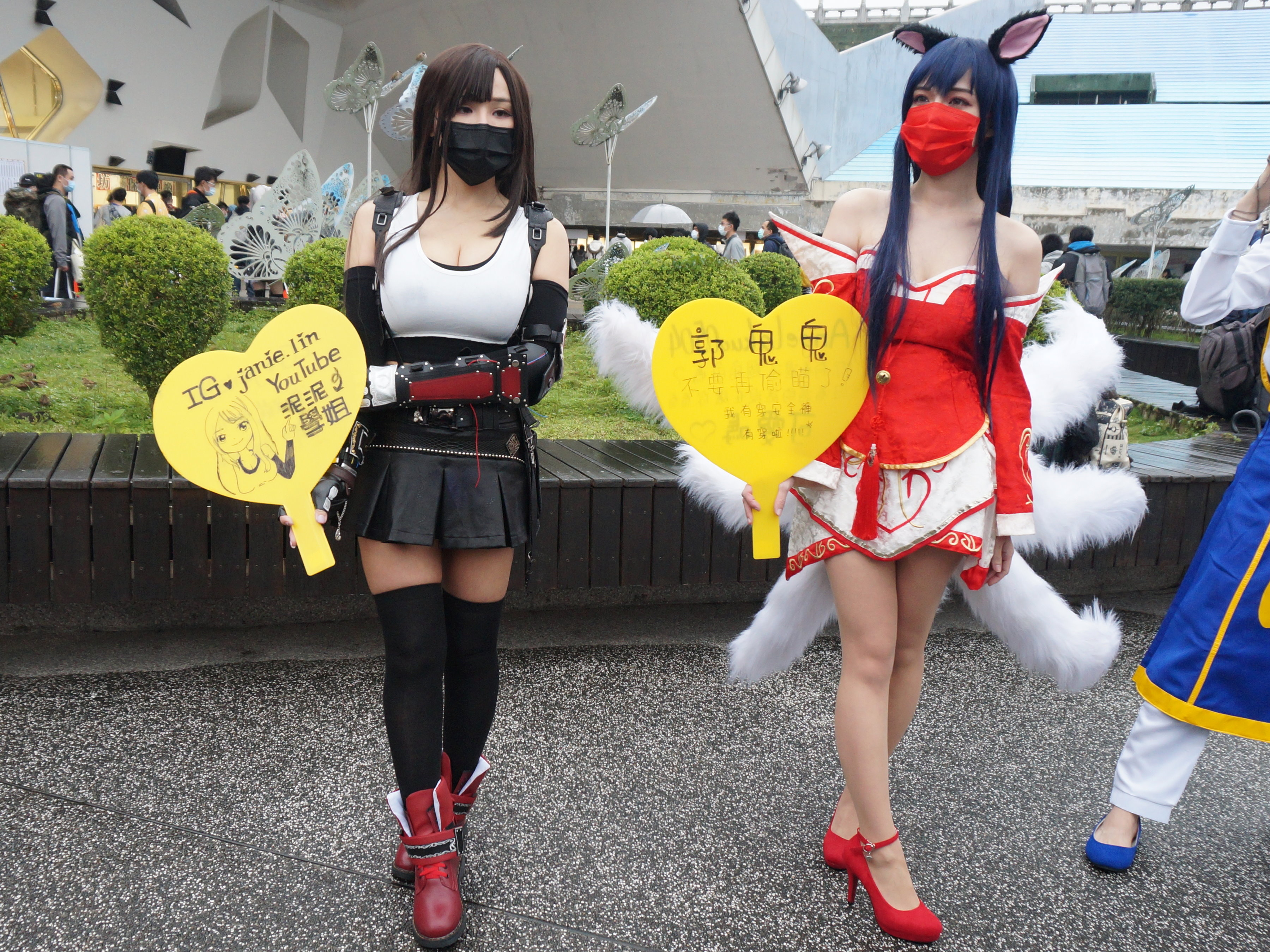
泥泥學姐（左）cosplay《最終幻想VII》蒂法·洛克哈特，郭鬼鬼（右）cosplay《英雄聯盟》阿璃

目前為三立臺灣臺《寶島神很大》主持人。

## 獎項
- 2020年《國光幫幫忙》「年度通告王」（得獎）
- 2021年捷克論壇第二屆JKF百大女郎頒獎典禮「性感美胸獎」（得獎）[13]
- 2021年第三屆走鐘獎「特級廚師獎」（入圍）

## 事件
2019年，郭鬼鬼因拍攝比基尼洗車影片被網友發佈至爆料公社，受三立新聞網引用報導，並以「最扯爆紅」為由受邀參與三立都會台《綜藝大熱門》錄影。
2020年聖誕節，郭鬼鬼與藝人羅志祥合照，引起外界關注熱議。
2020年跨年夜，郭鬼鬼至臺南市政府跨年晚會現場，在臺南市政府警察局局長詹永茂面前舉牌「有看過這個女孩嗎？」並下跪，隨後稱係暗諷臺北市西門町「舉牌人」，並表示「舉牌求關注沒錯，但如果違反法律或挑戰社會道德就不對」。
2021年12月12日，郭鬼鬼合影黃偉哲　詹惟中「少碰政治，要愛台灣」 （页面存档备份，存于）掀熱議。
2022年6月24、25日，郭鬼鬼分別在Facebook貼出2張與臺南市美術館2館「亞洲的地獄與幽魂特展」殭屍合影的照片。6月27日，臺南市美術館認定其中1張郭鬼鬼穿著黃色道士服並露乳溝、後方背景是3具殭屍的照片是合成照片，並強調郭鬼鬼並未進入展間；同日，郭鬼鬼得知此事，在Facebook貼文，宣布刪除照片並道歉。
2022年9月12日，郭鬼鬼擔任中華民國紅心字會公益大使，宣傳「2022 福爾摩沙藝術博覽會 （页面存档备份，存于）」攜手攝影師張宏聲捐贈作品為弱勢兒童籌募營養餐費。
2022年9月29日，臺中市政府警察局刑事警察大隊和臺中市政府勞工局邀請郭鬼鬼拍攝「反詐騙宣導」微電影。
2022年10月28日，民主進步黨於茹曦酒店舉辦「2022社群之夜」宣傳18歲公民權修憲案，受邀貴賓郭鬼鬼「誤坐」時任中華民國總統兼民主進步黨主席蔡英文座位，引起熱議。
2022年11月3日，就肆電競於臺北市花博公園爭艷館與長廊廣場舉辦「WirForce 2022」，首賣六位Twitch實況主郭鬼鬼、「赤鬼伯伯」邱萱、「薇薇」陳文薇、「咪咪蛋」游立宏、湘湘、啾啾（JoJo）之WirForce聯名帽T，為郭鬼鬼首次參加WirForce。
2022年11月16日，郭鬼鬼受民主進步黨邀請拍攝2022年九合一選舉催票影片「11/26回家投票」，引起熱議。
2022年11月24日，中國國民黨台南市市長候選人謝龍介與郭鬼鬼到花園夜市介紹美食並拜票，引起熱議。謝龍介表示，他與郭鬼鬼的祖母與父親是多年好友，他從小看著郭鬼鬼長大，郭鬼鬼要叫他「伯父」；郭鬼鬼預定本月21日出席他的募款餐會，但她臨時抽不出空，所以她特別陪他前往花園夜市拜票。
2022年11月25日，郭鬼鬼於社群平台發布催票性感照「回家投票」，引起廣泛熱議，同時多家媒體以「史上最強催票機器 （页面存档备份，存于）」為標題報導。
2022年11月27日，三立新聞網稱郭鬼鬼為2022年九合一選舉「最強催票機器」，郭鬼鬼助選的六位民進黨臺南市議員候選人邱莉莉、林依婷、沈震東、李啟維、周嘉韋、朱正軒全數當選，僅國民黨台南市長候選人謝龍介以45953票之差距敗給競選連任的市長黃偉哲。
2023年4月至7月，網紅馮語婷多次發文批評郭鬼鬼，郭鬼鬼亦多次回批馮語婷。2023年7月14日，郭鬼鬼無預警發文向馮語婷道歉，馮語婷發文表示願意原諒郭鬼鬼。在道歉文中，郭鬼鬼承認，她因減肥壓力大導致掉髮而戴假髮，網路流傳她的露點裸照是真的，她使用機器人軟體增加追蹤數，她育有一個女兒。

## 著作
- 《魔鬼與天使：郭鬼鬼寫真書》，藍陳福堂攝影，台灣角川2021年8月初版，ISBN 978-9865245795
- 《魅：郭鬼鬼寫真書Ⅱ》，紅刺蝟攝影，台灣角川2023年5月初版，ISBN 978-6263523463

## 外部連結
- Angela郭鬼鬼的Facebook專頁
- 郭鬼鬼的Instagram帳戶
- YouTube上的郭鬼鬼頻道
- 郭鬼鬼的Twitch频道
- SelGreat|郭鬼鬼的寫真書頻道 （页面存档备份，存于）